# 赵启三
赵启三（1948年—），河南沈丘人，汉族，中华人民共和国政治人物、第十二届全国人民代表大会河南地区代表，　上海金丝猴集团董事长。
毕业于河南省委党校工商管理专业。加入中国共产党。2008年起担任全国人大代表。2013年，担任全国人大代表。2018年2月24日，当选为第十三届全国人大代表。